# Comuna Șulhînka, Starobilsk
Șulhînka (în ucraineană Шульгинка) este o comună în raionul Starobilsk, regiunea Luhansk, Ucraina, formată din satele Omelkove și Șulhînka (reședința).

## Demografie
Componența lingvistică a comunei Șulhînka
     Ucraineană (93,43%)
     Rusă (6,37%)
     Alte limbi (0,16%)
Conform recensământului din 2001, majoritatea populației comunei Șulhînka era vorbitoare de ucraineană (93,43%), existând în minoritate și vorbitori de rusă (6,37%).